# Otec Brown (seriál)
Otec Brown (v anglickém originále Father Brown) je britský detektivní dramatický televizní seriál, vysílaný od 14. ledna 2013 na stanici BBC One. Postavu otce Browna, římskokatolického kněze řešícího zločiny, ztvárnil Mark Williams. Seriál volně vychází z povídek o otci Brownovi od G. K. Chestertona.

## Příběh
Příběh se odehrává v Anglii na počátku 50. let 20. století ve fiktivním městečku zvaném Kembleford. Otec Brown je knězem v katolickém kostele Panny Marie, zároveň ale řeší případy vražd. K řešení případů využívá dovednosti svých blízkých přátel i vlastní důvtip, kvůli vyšetřování však někdy zanedbává své běžné farní povinnosti. Díky jeho povolání kněze často dojde k nalezení pravdy, čímž může být dosaženo spravedlnosti. Brown však musí dodržovat zpovědní tajemství. Seriál se odehrává v době, kdy Británie po druhé světové válce stále bojuje s nouzí a dalšími problémy a nadále uplatňuje trest smrti v případě závažných trestných činů, např. vraždy. Otec Brown však trest smrti neschvaluje. V seriálu se pravidelně objevuje i zmatený policejní inspektor, který často zatkne nesprávného podezřelého a který bývá na otce Browna naštvaný, že se mu plete do vyšetřování.

## Postavy
- Otec Brown – Mark Williams (2013 – dosud): lehce tvrdohlavý, chaotický a s dobrým vychováním. To je otec Brown, římskokatolický kněz, který se, dle svého vzezření, může zdát lehce přehlédnutelným. Jeho zjevnou nevinnost popírá hravý vtip a břitký intelekt. Jeho největší silou, ať už jako kněze nebo detektiva zločinu, je láska a porozumění ostatním lidem. Není tu proto, aby soudil, ale aby zachránil hříšné duše. Je také veteránem z první světové války, který sloužil v Gloucestershirském pluku. Křestním jménem je Jonas. Obvykle je uváděn jako Otec J. Brown. (připojuje se tak k nositelům iniciál J.B. – James Bond, Jack Bauer, Jason Bourne).
- Paní Bridgette McCarthyová rozená Maguireová – Sorcha Cusacková (2013 – dosud): farní sekretářka u Panny Marie, pocházející z Irska. Prověřuje fakta pro otce Browna, jedná jako jeho důvěrnice v oficiálních církevních záležitostech a všech ostatních věcech a je neochvějně loajální k otci Brownovi, brání ho před hněvem sboru a také zajišťuje, aby jedl. Má tendenci chlubit se svými oceňovanými jahodovými koláčky. Paní McCarthyová často podléhá klepům – i když tvrdí, že tomu tak není – a sdílí vztah lásky a nenávisti s lady Felicií, ačkoli obě ženy nakonec přiznávají, že jsou blízkými přáteli. Je vdaná, ale opustila svého manžela poté, co se vrátil od jiné ženy, se kterou po válce žil.
- Felicia, Lady Montagueová, rozená Windermereová – Nancy Carrollová (2013–2016 jako hlavní postava): znuděná prominentka a hraběnka, s podezíravým pohledem v čase, když je její manžel Monty pryč. Navzdory neochotnému respektu mezi ženami je pevnou zastánkyní otce Browna a častou mstitelkou paní McCarthyové. Odešla na začátku 5. řadypoté, co byl její manžel jmenován guvernérem Severní Rhodesie, ale hostovala v 6. řadě v epizodě "Tvář nepřítele", ve dvou epizodách v 7. řadě ("Velká vlaková loupež" a "Počestný zloděj"), a 8. řadě v epizodě "Nebeský chór".
- Sidney "Sid" Carter – Alex Price (2013–2016 jako hlavní postava): vychytralý podvodník. Sid je příležitostně obchoduje "na černo", je to podvodník na částečný úvazek a informátor, který se stává šoférem lady Felicie. Otec Brown z něj dělá církevního kutila, zatímco se ho snaží udržet spořádaného. Má jedinečný talent na to, aby dokázal promluvit v jakékoli situaci, aby pomohl otci Brownovi hledat pravdu. Jeho chlapecký vzhled a drzá osobnost je to, co vede lidi (často ženy) k tomu, aby se mu svěřili, ale je také známo, že ho dostávají do problémů. Během svého působení v Kemblefordu se mu podařilo získat důvěru a respekt jak otce Browna, tak paní McCarthyové, kteří si ho vážili jako blízkého přítele. Je také známo, že má blízké pouto s lady Penelope „Bunty“ Windermereovou. Otec Brown se při řešení případu často spoléhá na Sidovy dovednosti a vazby na kriminální podsvětí Kemblefordu. Do 5. řady byl jednou z hlavních postav, poté hostuje v 5. řadě v epizodě "Hříchy těch druhých", v 6. řadě v epizodách "Strom pravdy" a "Tvář nepřítele" a v 8. řadě v epizodě "Kalná voda".
- Zuzanna "Susie" Jasinski – Kasia Koleczeková (2013): hospodyně na částečný úvazek u otce Browna, která žije v nedalekém poválečném polském přesídlovacím táboře. Její skutečné křestní jméno bylo odhaleno v epizodě "Apollónovo oko".
- Lady Penelope "Bunty" Windermereová – Emer Kennyová (2017 – dosud): svéhlavá neteř lady Felicie hledající útočiště poté, co byla vyfotografována, jak opouští noční klub se ženatým mužem. Musela se přizpůsobit životu v Kemblefordu a stala se blízkou přítelkyní otce Browna i paní McCarthyové, kterou často označuje jednoduše jako „paní M.“. V průběhu celé série je zřejmé, že obě ženy sdílejí vzájemnou úctu, přestože jsou často v rozporu.
- Inspektor Valentine – Hugo Speer (2013–2014): šéf místních policejních sil, je neustále rozpolcený mezi tajným obdivem k otci Brownovi a hlubokou frustrací z něj. Rád by spolupracoval, ale Brownův neortodoxní morální kodex ho příliš často spálil. Přesto jeho metody respektuje a při svém odchodu dokonce připouští, že by mu otec Brown mohl chybět. Valentine se vrací v závěrečné epizodě 8. řady.
- Inspektor Sullivan – Tom Chambers (2014–2015): nahradil inspektora Valentina, který byl povýšen na vrchního detektivního inspektora a na začátku 2. řady odešel do Londýna. Sullivan je poněkud arogantní a samolibý muž, který je ještě více podrážděný vměšováním otce Browna, ale nakonec si ho otec získá. Hostoval jako důstojník zvláštního oddělení v 7. řadě v epizodě "Tantalova oběť" pod přezdívkou inspektora Trumana. Také se objevil v 8. řadě v závěrečné epizodě.
- Inspektor Gerry Mallory – Jack Deam (2016 – současnost): náhrada za inspektora Sullivana. Stejně jako jeho předchůdci, i on je často podrážděný kvůli otci Brownovi, kterého sarkasticky oslovuje „Padre“. Je však mnohem horlivější (a občas vynalézavý) detektiv a s velkým nadšením pronásleduje svá podezření, i když ho dovádějí ke špatnému závěru.
- Seržant Albright – Keith Osborn (2013–2014): hrál poskoka inspektorům Valentinovi a Sullivanovi.
- Seržant Daniel Goodfellow – John Burton (2014 – dosud): hraje rovněž poskoka inspektorům a pokračuje v tom i s inspektorem Mallorym, který se objevuje v 5. řadě. Je členem Kemblefordského chrámového sboru Kemblfordští kanárci.
- M. Hercule Flambeau – John Light (2013 – dosud): protivník otce Browna, zloděj klenotů a umění, který se zdá být bez svědomí. S otcem Brownem se setkali alespoň jednou v každé řadě, ve 4. řadě přitom prozradí, že má dceru Marianne Delacroixovou, kterou potkal v 8. řadě, kde s ní soupeřil, kdo je lepší zloděj. Otec Brown s ním má zvláštní vztah, přičemž mu často pomáhá. To odsuzuje McCarthyová.

### Vedlejší postavy
- Bishop Talbot – Malcolm Storry (2013–2015): objevil se ve třech epizodách. Talbot je nadřízený otce Browna a nemá rád jeho kázání, ale respektuje ho za řešení záhad. V epizodě "Autolykova dcera" je zmíněno, že zemřel. Jeho nástupcem je biskup Reynard (Michael Pennington).
- Harold Slow – Alan Williams (2017 – dosud): objevil se ve čtyřech epizodách. Arry je pro Kembleford pijanem. V epizodě "Ledová past" zmiňuje, že byl ženista.
- Profesor Hilary Ambrose – James Laurenson (2014 – dosud): objevil se ve dvou epizodách. Ambrose je profesor teologie a přítel otce Browna.
- Canon Damien Fox – Roger May (2016 – dosud): objevil se ve dvou epizodách. Fox je součástí diecéze a donáší biskupovi Reynardovi.
- Katherine Corvenová – Kate O'Flynnová (2017–2018): objevila se ve dvou epizodách. V epizodě "Orel a kavka" byla ve vězení za vraždu svého manžela. Otec Brown ji pomohl usvědčit a čekal na její popravu. V epizodě "Pomsta kavky" byla zbavena obvinění z vraždy svého manžela, když se k vraždě přiznal někdo jiný; později v epizodě zemřela při výstřelu.
- Daniel Whittaker – Daniel Flynn (2015 – dosud): objevil se ve dvou epizodách. Whittaker je nemilosrdný agent MI5, který vydírá lady Felicii. V epizodě "Muž ve stínu" nechal Sida zatknout na základě falešného obvinění poté, co vstoupil do místnosti MI5. V epizodě "Tvář nepřítele" přinutil lady Felicii, aby ukradla roli ve filmu jedné z jeho milenek, údajné sovětské špionce, a nechala ji zatknout na základě falešného obvinění. Otec Brown ho přesvědčil, aby ji nechal jít.
- Marianne Delacroix – Gina Bramhillová (2016 – dosud): Flambeauova dcera, která byla stejně zběhlá v krádeži. Objevuje se ve dvou epizodách.